# Comuna Kopîliv, Makariv
Kopîliv (în ucraineană Копилів) este o comună în raionul Makariv, regiunea Kiev, Ucraina, formată din satele Kopîliv (reședința) și Severînivka.

## Demografie
Componența lingvistică a comunei Kopîliv
     Ucraineană (94,81%)
     Rusă (3,44%)
     Alte limbi (0,31%)
Conform recensământului din 2001, majoritatea populației comunei Kopîliv era vorbitoare de ucraineană (94,81%), existând în minoritate și vorbitori de rusă (3,44%).